# La Fayette (Illinois)
Pour les articles homonymes, voir Lafayette.
La Fayette est un village du comté de Stark, dans l'Illinois, aux États-Unis,. Lors du recensement de 2010, la ville comptait une population de 223 habitants.

## Source de la traduction
- (en) Cet article est partiellement ou en totalité issu de l’article de Wikipédia en anglais intitulé « La Fayette, Illinois » (voir la liste des auteurs).